# Mušlovský horní rybník
Der Mušlovský horní rybník (deutsch Strelitzer Teich, auch Strelitzenteich) ist ein Fischteich auf der Gemarkung von Mikulov (Nikolsburg) in Tschechien. Er liegt knapp zweieinhalb Kilometer nördlich von Sedlec (Voitelsbrunn) am Rand des Vlčí lesík (Wolfswald) im Landschaftsschutzgebiet Pálava. 

## Geographie
Der Teich befindet sich nördlich der Siedlung Mušlov im Tal des Baches Mušlovský potok in der Milovická pahorkatina (Milowitzer Hügel). Unmittelbar unterhalb liegt der Mušlovský dolní rybník (Kutlerteich). Umgeben wird der Mušlovský horní rybník von Weinbergen und Wäldern. Nördlich erhebt sich der Kienberg (258 m n.m.), im Nordosten die Pulgarská stráň (Pulgramer Leithen, 327 m n.m.), östlich der Vysoký roh (Hocheck, 310 m n.m.) und im Südosten der Liščí vrch (298 m n.m.). 
Nördlich des Teiches liegt das Naturdenkmal Kienberg. Im Osten verläuft die Straße von Mikulov nach Lednice (Eisgrub) in Serpentinen über die Hügel.

## Beschreibung
Der an seiner Westseite mit einem Erdschüttdamm angestaute, annähernd ovale Teich hat eine Fläche von 3,7 ha und einem Volumen von 36.000 m³. Am Auslass beträgt seine Wassertiefe 3,56 m und am Dammfuß 1,30 m; durchschnittlich ist der Teich nur 0,97 m tief.
Im Teich besteht eine artenreiche Vegetation aquatischer Makrophyten.

## Geschichte
Der Teich wurde wahrscheinlich unter den Herren von Liechtenstein als Fischteich der Herrschaft Nikolsburg angelegt. Im 1574 durch den neuen Grundherrn Adam von Dietrichstein erstellten Nikolsburger Urbar war der Teich Strelitz mit 30 Schock Karpfen besetzt.